# Charles Dow
Charles Dow (6. november 1851 – 4. december 1902) var en amerikansk journalist, der var med til at stifte Dow Jones & Company sammen med Edward Jones og Charles Bergstresser. Han var også med til at grundlægge The Wall Street Journal.